# Meczet Abu al-Abbasa al-Mursiego
Meczet Abu al-Abbasa al-Mursiego (ar. جامع المرسي أبو العباس) – meczet wzniesiony w 1775 roku nad grobem sunnickiego świętego Abu al-Abbasa al-Mursiego. Jest uważany za najważniejszy z historycznych meczetów w Aleksandrii.

## Historia miejsca
Abu al-Abbas al-Mursi zmarł w 1286 i został pochowany niedaleko portu w Aleksandrii. W 1307 bogaty handlowiec, Asz-Szajch Zajn ad-Din ibn al-Kattan, polecił zbudować grobowiec, kopułę nad grobowcem i niewielki meczet z minaretem tuż obok. Meczet ten, upamiętniający postać świętego był licznie odwiedzany przez pielgrzymujących do Mekki.
Jednak w 1477 roku meczet był zaniedbany i wymagał poważnego remontu. Władca Aleksandrii, Kadżmasz az-Zahiri nakazał odbudowę meczetu. W odnowionej świątyni zbudował dla siebie grobowiec koło grobowca świętego. 
Następny remont został przeprowadzony w 1477 na rozkaz szejka Abu al-Abbasa, który również zbudował w meczecie grobowiec dla siebie.
W 1775 szejk Abu al-Hasan al-Maghribi rozkazał zbudować nowy meczet w tym samym miejscu. Nowa budowla zawiera elementy poprzedniej. Ten budynek również podupadł lecz  w 1863 został odbudowany pod kierownictwem Ahmada al-Dachachiniego – jednego z najsławniejszych aleksandryjskich architektów. W tym samym czasie wyburzono kilka okolicznych budynków, aby zrobić więcej miejsca dla rozbudowy meczetu. 
Ostatnia przebudowa miała miejsce w 1943, pod rządami króla Faruka. Wokół meczetu powstał wtedy Majdan al-Masdżid (Plac meczetu) o powierzchni 43 tysięcy metrów kwadratowych oraz 5 meczetów otaczających główny. Sam meczet przebudowano w stylu dynastii Ajjubidów, popularnym w czasach Abu al-Abbasa al-Mursiego, odnowiono również mauzoleum.

## Budowla
Całkowita powierzchnia meczetu wynosi 3 tysiące metrów kwadratowych. Meczet wewnątrz ma kształt ośmiokąta o boku długości 22 metrów. Sciay są pokryte mozaiką do wysokości 5,6 m. Sufit, ozdobiony arabeskami, znajduje się na wysokości 17,2 m i jest oparty na 16 kolumnach z włoskiego granitu. Na środku sufitu znajduje się ośmioboczny świetlik, mający po 3 niewielkie witrażowe okna w każdym boku.
Wokół świetlika wznoszą się 4 kopuły zbudowane nad poszczególnymi grobowcami.
Przy zachodniej ścianie meczetu znajdują się pomieszczenia do ablucji. Z rozkazu króla Faruka w meczecie wydzielono część w której mogą modlić się kobiety. Prowadzi do niej osobne wejście.
Minaret meczetu ma wysokość 73 metrów. Naśladuje styl ajjubidzki i składa się z 4 części. Najniższa jest kwadratowa i ma 15 metrów wysokości. Druga, ośmiokątna, ma wysokość 4 metrów. Trzecia część, o wysokości 15 metrów, ma 16 boków, zaś najwyższa, okrągła ma wysokość 3,25 metra. Dach jest pokryty mosiądzem i zwieńczony islamskim księżycem.

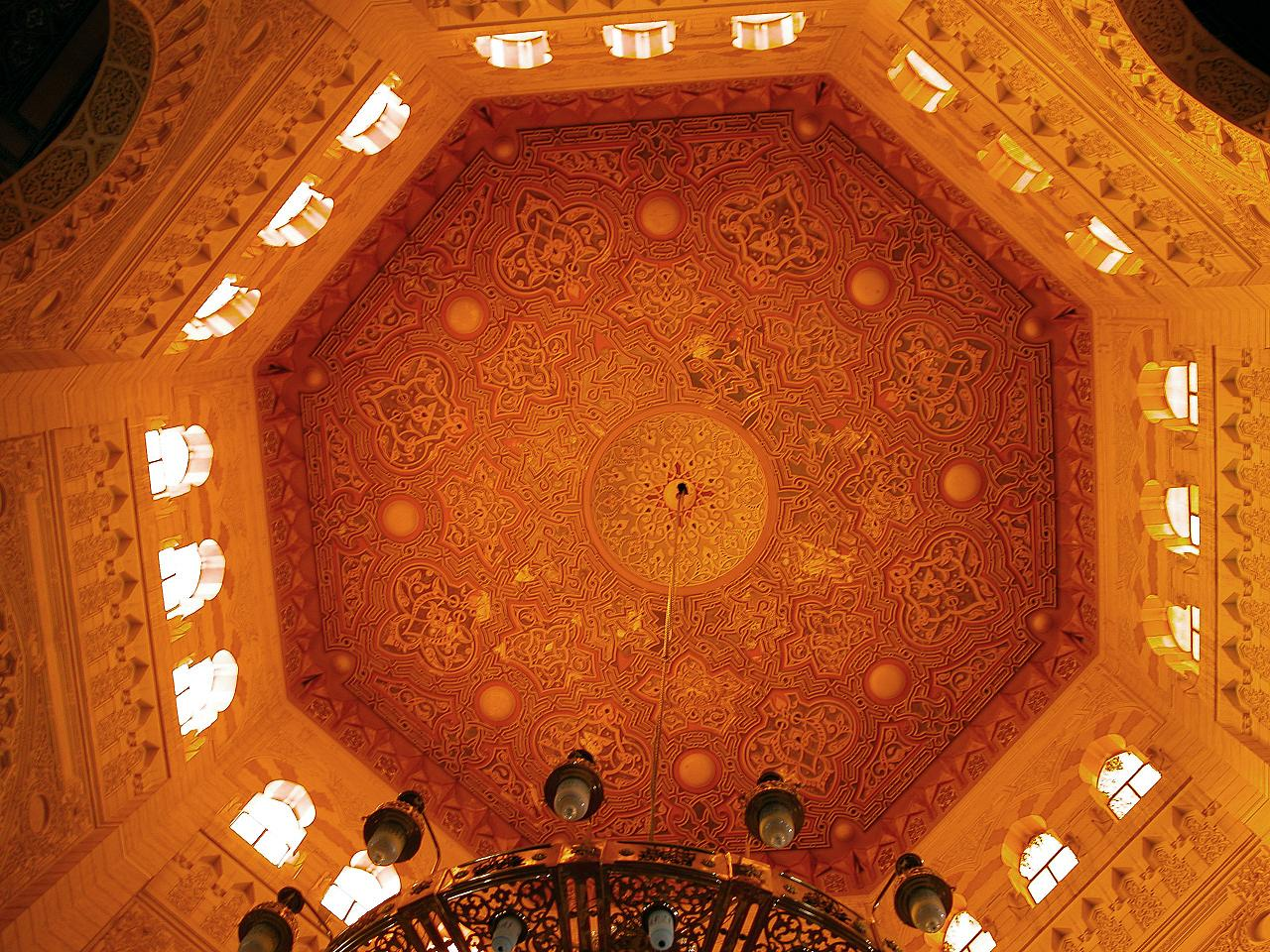
Świetlik widziany z dołu
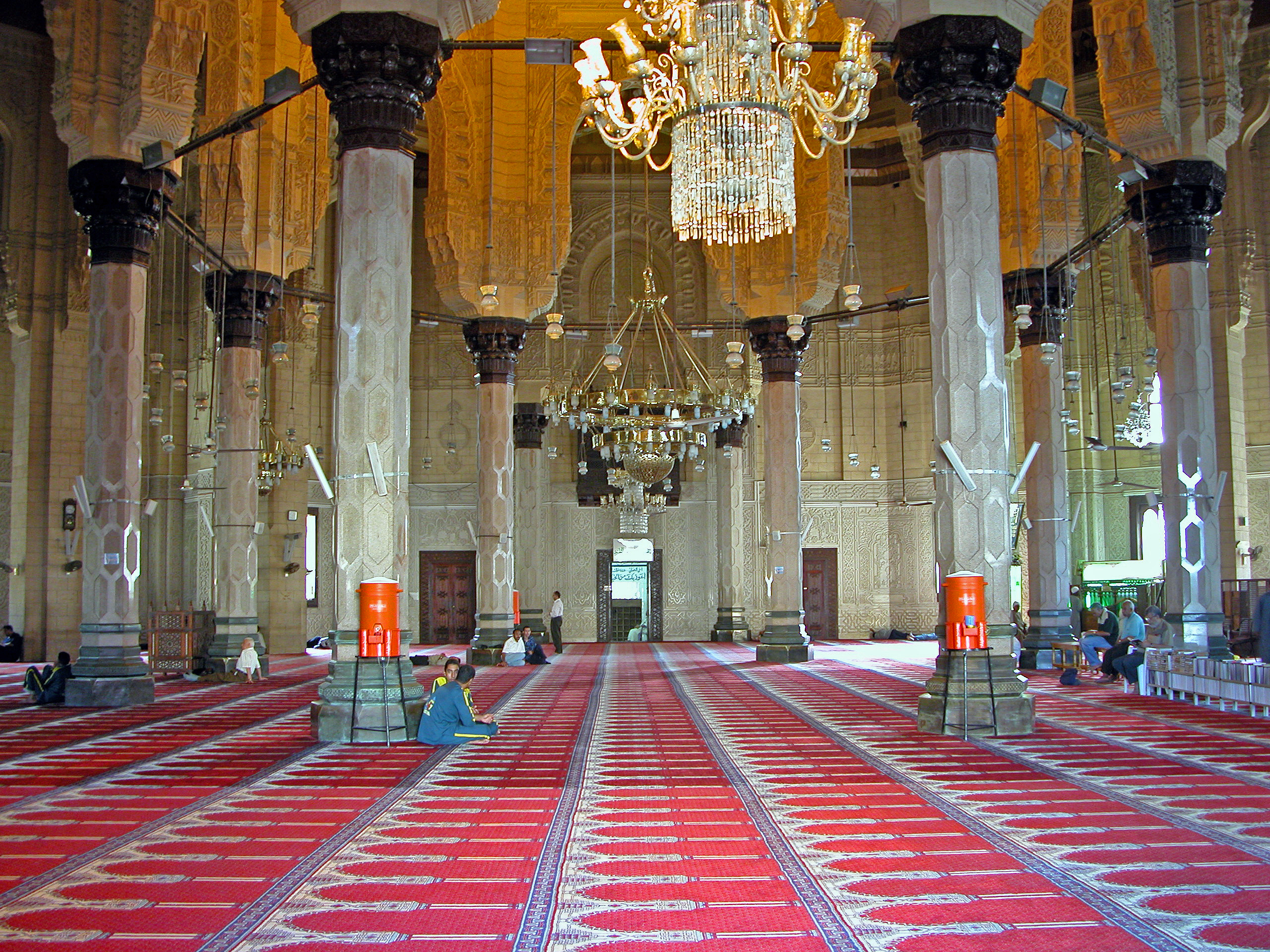
Wnętrze meczetu